# Переміщення
Переміщення — зміна положення якогось матеріального об'єкту. В фізиці — це переміщення фізичного тіла. Переміщенням називають вектор, який характеризує цю зміну. Має властивість адитивності. Абсолютна величина переміщення, тобто довжина відрізка, що сполучає початкову й кінцеву точку, вимірюється в метрах у системі SI та в сантиметрах у системі СГС. 
На рисунку показано Рух точки криволінійною траєкторією. Переміщення вказане зеленим шриховим вектором.
Переміщення не слід плутати зі шляхом. Наприклад, переміщення точки, яка здійснила повний оберт, рухаючись по колу, дорівнює нулю, а пройдений шлях {\displaystyle 2\pi R}, де R — радіус кола.

## Математичне формулювання
Якщо відомий закон, що задає залежність положення точки від часу {\displaystyle \mathbf {r} (t)}, то переміщення дорівнює
{\displaystyle \mathbf {r} (t)-\mathbf {r} (t_{0})},
де {\displaystyle t_{0}} — початковий момент часу.
Якщо відома залежність швидкості точки від часу {\displaystyle \mathbf {v} (t)} й початкове положення точки {\displaystyle \mathbf {r} _{0}}, то переміщення дорівнює
{\displaystyle \mathbf {r} (t)-\mathbf {r} _{0}=\int _{t_{0}}^{t}\mathbf {v} (t)dt}